# Адалберт Антонов
Адалберт Кандов Антонов – Малчика е деец на РМС и БРП (к). Участник в комунистическото съпротивително движение по време на Втората световна война. Един от петимата от РМС.

## Биография
Адалберт Антонов е роден на 10 декември 1909 г. в с. Лъжене, Плевенско. През 1929 г. се записва да учи във Ветеринарния факултет на Софийския университет. Става активен член на РМС и БОНСС. Три години по-късно е изключен за участие в организирането на комунистическа дейност сред студентите.
Бързо заема централно място в ръководството на комунистическите действия в България, заради което е следен и многократно арестуван от полицията.
Взема участие в организирането на въоръженото комунистическо движение по време на Втората световна война срещу българските власти. Известен е с нелегалното име Малчика. Секретар на ЦК на РМС. За политическата си дейност е осъден задочно на смърт по ЗЗД през есента на 1942 г. Арестуван е от полицията в края на ноември същата година. Разстрелян в Гарнизонното стрелбище на София на 4 декември 1942 г.
От 1950 година името на Адалберт Антонов носи родното му село Лъжене, Плевенско.